# 花物語 (西尾維新)
『花物語』（ハナモノガタリ）は、西尾維新による青春怪異小説。〈物語〉シリーズ第6弾（通巻では9巻目にあたる）として講談社BOX（講談社）より2011年3月に刊行された。イラストはVOFANが担当している。

## 概要
現代の怪異を描き、大ヒットした『化物語』のその後を描いた物語シリーズ新章（シーズン2）の第3弾。話数表記およびサブタイトルは第変話「するがデビル」となっている。『化物語』の第三話「するがモンキー」に登場しバスケットボールに情熱を燃やしていた少女・神原駿河（かんばるするが）が遭遇した新たな事件が語られている。箱絵には髪を伸ばして二つに縛った駿河が描かれている。
舞台となっているのは従来のシリーズ作と同様に私立直江津（なおえつ）高校とその近辺の田舎町だが、時系列的には『化物語』の時は高校二年生だった駿河が進級し、三年生になった春の話となっている。『化物語』の主人公だった阿良々木暦（あららぎこよみ）やヒロインの戦場ヶ原ひたぎ（せんじょうがはら-）をはじめとした既刊のレギュラーキャラクターは軒並み直江津高校を卒業しており、駿河の同級生をはじめ新たな登場人物が中心となって物語が展開する。本作は駿河の視点で描かれており、彼女の内面が深く掘り下げられている。テーマは人間関係とされており、既刊の登場人物については意外な一面が描かれている。コメディパートは少なく、全体にシリアス寄りの内容となっている。
本作の発売日前後に新宿、秋葉原、名古屋、大阪、福岡、札幌の6都市の街頭ビジョンでCMが放映された。CMの内容はひたぎが本書の紹介をするというもので、ナレーションはアニメおよびドラマCDでひたぎ役を演じた斎藤千和が務めた。
オリコン調べによる本作の売上は初週約10万部で書籍部門のランキングでは初登場1位となった。2011年4月25日までの3週間で累計15万部を販売している。
他のシリーズ作品同様にアニメ化が予定され、2014年8月16日全5話で放送された。

## あらすじ
神原駿河は幼い頃に死別した母から干からびた猿の手のようなミイラを譲り受けていた。曰く、その手に願えば、どんな願いでも三つだけ叶えられるという。しかし、その猿の手は、願いを叶える代償として最終的に身体と魂を乗っ取る怪異「レイニー・デヴィル」だった。駿河は二度まで願をかけてしまうが、先輩の阿良々木暦・戦場ヶ原ひたぎ達の助けによって怪異に取り込まれることは避けられた。しかし、後遺症として左腕が怪力を発する毛むくじゃらの猿の手となり、駿河はそれ以来左腕を包帯で隠して日常生活を送ることになる。
それからおよそ11ヶ月が過ぎ、駿河が三年生になった春のこと、駿河は奇妙な噂を耳にする。なんでも「悪魔様」に相談をするとどんな困った悩みごとでも解決してくれるという。悪魔の左手を持つ駿河は因縁めいたものを感じ、「悪魔様」の正体を突き止めようとする。そして「悪魔様」がいるという学習塾跡地へと向かうのだが、そこに居たのはかつての駿河の宿敵だった。
沼地蠟花。泥沼のようなディフェンスのバスケで定評のあった彼女は「悪魔様」として不幸話の蒐集を行っているという。駿河はまんまと沼地の罠に嵌り、「悪魔の左手」を奪われてしまう。当初は毛むくじゃらの悪魔の手が無くなったことを喜ぶ駿河だったが、彼女の真意を聞いて考えが変わる。悪魔のパーツを全身分集めて、取り込もうという沼地。駿河は沼地と対決することを決意する。

## 登場キャラクター
神原 駿河（かんばる するが）
声 - 沢城みゆき
本作の主人公。この春から私立直江津高校の三年生になった女子。小学生時代、母親から託された曰くつきのアイテム「猿の手」に願ったことから非常に足が速く、バスケットボール部ではエースだった。しかし、敬愛する先輩を取り戻すために再度、猿の手を使ったことから、左腕が悪魔の手と同化してしまい、バスケ部を引退せざるを得なくなった。左腕が暴走した時は怪異に意識を乗っ取られ暴行を働いた経験を持っているため、左腕をガムテープで固定して眠っている。髪は以前はショートヘアだったが、現在は伸ばして後ろで二つに縛っている。
神原 遠江（かんばる とおえ）
声 - 根谷美智子
駿河の母。駿河が幼い頃に夫ともども交通事故で亡くなっている。旧姓は臥煙（がえん）。最近、駿河は不思議と母親の幻聴を聞くようになっている。
阿良々木 暦（あららぎ こよみ）
声 - 神谷浩史
ファーストシーズンの主人公。駿河の一年上の先輩にあたり、この春、直江津高校を卒業した。首筋にある吸血鬼の噛み傷を隠すため、髪の毛を伸ばし続けており、アーティストの様な風貌になっている。卒業後も駿河とはメールをやり取りしている。
忍野 扇（おしの おうぎ）
声 - 水橋かおり
直江津高校の二年生女子。忍野メメの姪っ子で、昨年の暮に転入してきた。花物語では男の子として描写されており、駿河は女の子じゃなかったかと質問するが（実際は駿河が正しい）、生まれた時から男だと主張する。前作『傾物語』および次作『囮物語』では忍野扇は再び女性として描写されている。結物語でも忍野扇は女子として描写されている。阿良々木 暦が卒業した後は、存在しない（実際の1年3組とは異なる）1年3組の教室で、直江津高校の迷える生徒を更に迷わせることを生業にしている。
日傘 星雨 (ひがさ ほしあめ/せいう)
声 - 日笠陽子
駿河のバスケ部仲間で、元副キャプテン。この春から駿河と同じクラスになった。自分のことを人見知りだと言うが、新学期早々新しい友達を作っている。
阿良々木 火憐（あららぎ かれん）
声 - 喜多村英梨
暦の妹で私立栂の木高校の一年生女子。以前は妹の月火（つきひ）と一緒に「栂の木二中のファイヤーシスターズ」を名乗って正義の味方をやっていたが、火憐の中学卒業時に解散した。根っからの体育会系で駿河とも仲が良い。
沼地 蠟花（ぬまち ろうか）
声 - 阿澄佳奈
中学時代に駿河のライバルだったバスケットボールプレイヤー。左足の故障で引退し、現在でもギプス包帯をしている。「悪魔様」を名乗り不幸な相談事に乗っている。
貝木 泥舟（かいき でいしゅう）
声 - 三木眞一郎
かつて阿良々木暦や戦場ヶ原ひたぎと対決し、この街を去った自称ゴーストバスターの詐欺師。鬚面でオールバック、銀縁眼鏡をかけた不吉な外見の男。駿河の母親・遠江の知り合いだと名乗り駿河に接近する。

## 書籍
- 西尾維新（著） / VOFAN（イラスト） 『花物語』 講談社〈講談社BOX〉、2011年3月29日発行（3月30日発売[8]）、ISBN 978-4-06-283771-2

## テレビアニメ
テレビアニメ『〈物語〉シリーズ セカンドシーズン』の一作としてアニメ化が発表され、その後シリーズ中時系列の異なる本作のみ、他の5作品の放送後に別の形での発表となることが告知された。2014年、同年8月16日に全5話が一挙放送になる旨が発表され、本作の「するがデビル」が同日放送された。